# Laborel
Laborel – miejscowość i gmina we Francji, w regionie Owernia-Rodan-Alpy, w departamencie Drôme.
Według danych na rok 1990 gminę zamieszkiwały 123 osoby, a gęstość zaludnienia wynosiła 5 osób/km² (wśród 2880 gmin regionu Rodan-Alpy Laborel plasuje się na 1498. miejscu pod względem liczby ludności, natomiast pod względem powierzchni na miejscu 340.).